# Jorge Larrionda
Jorge Luis Larrionda Pietrafesa (* 9. März 1968 in Montevideo) ist ein ehemaliger uruguayischer Fußballschiedsrichter.
Er pfiff seit 1993 in der höchsten Spielklasse Uruguays, seit 1998 war Larrionda FIFA-Schiedsrichter. Sein erstes Länderspiel (Chile gegen Bolivien) leitete er am 20. Juni 1999.
Bei der Fußball-Weltmeisterschaft 2006 gehörte Larrionda zu den 21 aufgestellten Schiedsrichtern. Er war der vierte Schiedsrichter, der drei Spieler in einem Weltmeisterschaftsspiel des Feldes verwies. Er zeigte am 17. Juni 2006 im Vorrundenspiel Italien gegen die Vereinigten Staaten dem Italiener Daniele De Rossi und dem US-Amerikaner Pablo Mastroeni die Rote Karte sowie dem US-Amerikaner Eddie Pope die Gelb-Rote Karte. Er pfiff außerdem die Begegnungen Angola gegen Portugal und Togo gegen Frankreich. Am 5. Juli 2006 leitete er das Halbfinalspiel Portugal gegen Frankreich.
Im Jahr 2009 nahm Larrionda als Unparteiischer am Konföderationen-Pokal teil. Bei der Fußball-Weltmeisterschaft 2010 in Südafrika leitete er vier Partien: Australien gegen Serbien, Kamerun gegen Dänemark, Elfenbeinküste gegen Portugal und das Achtelfinalspiel Deutschland gegen England.
In letzterem verwehrte Larrionda den Engländern in der ersten Halbzeit einen regulären Treffer, als ein Schuss Frank Lampards von der Querlatte hinter die Torlinie sprang. Das Tor hätte zu diesem Zeitpunkt das 2:2 bedeutet; Deutschland gewann anschließend mit 4:1. In deutschen Medien wurde das Vorkommnis als „Rache für Wembley“ bezeichnet. Nach diesem Spiel wurde Larrionda nicht mehr im Turnier eingesetzt. Der Vorfall erneuerte die Diskussion rund um technische Hilfsmittel, wie beispielsweise den Chip-Ball, im Fußball.
Seit seinem Karriereende als Schiedsrichter im Jahre 2012 ist Larrionda Mitglied der FIFA-Schiedsrichterkommission.
Larrionda wohnt in Montevideo und ist hauptberuflich als Buchhalter tätig. In seiner Freizeit züchtet er Papageien.

## Turniere
- Copa América 2001 in Kolumbien (2 Einsätze)
- Konföderationen-Pokal 2003 in Frankreich (3 Einsätze)
- Olympische Sommerspiele 2004 in Athen (3 Einsätze)
- U-17-Fußball-Weltmeisterschaft 2005 in Peru (3 Einsätze)
- Junioren-Fußballweltmeisterschaft 2005 in den Niederlanden (4 Einsätze)
- Fußball-Weltmeisterschaft 2006 in Deutschland (4 Einsätze)
- Copa América 2007 in Venezuela (3 Einsätze)
- Fußball-Weltmeisterschaft 2010 in Südafrika (4 Einsätze)